# Kónya Albert
Kónya Albert (Szolnok, 1917. június 14. – Budapest, 1988. március 16.) fizikus, oktatáspolitikus, a fizikai tudomány kandidátusa (1952) és doktora (1955), a Magyar Tudományos Akadémia rendes tagja. Jelentős eredményeket ért el atomfizikai, kvantummechanikai és szilárdtestfizikai kutatásai során, 1974 és 1982 között a Budapesti Műszaki Egyetem általa szervezett fizikai intézetének vezetője volt. 1956-ban öt hónapon keresztül vezette Magyarország oktatásügyi, majd 1957 első két hónapjában művelődésügyi tárcáját.

## Életútja
A szegedi Ferenc József Tudományegyetemen szerzett matematika–fizika szakos tanári oklevelet. 1939-től a szegedi egyetem elméleti fizikai intézetében volt Gombás Pál tanársegédje, 1941-ben a Kolozsvárra költöző egyetemmel tartott ő is. 1942-ben bevonult a hadseregbe és a második világháború végéig harcolt, 1945-ben rövid ideig hadifogságban is volt. 1945-ben a budapesti József Nádor Műszaki és Gazdaságtudományi Egyetem adjunktusává, majd intézeti tanárává nevezték ki. 1950-ben a Miskolci Nehézipari Műszaki Egyetem fizikai tanszékének vezetését vette át. 1952-ig irányította az ott folyó oktatómunkát, időközben 1951–1952-ben a gépészmérnöki kar dékáni tisztét is betöltötte.
1952-től öt évig oktatói és kutatói hivatását félretéve az ország oktatáspolitikájának irányításával foglalkozott. 1952 júliusában miniszterhelyettessé nevezték ki a Darvas József irányította közoktatásügyi tárcához. A minisztérium élén történt változás után is megmaradt posztján, s az új oktatásügyi miniszter, Erdey-Grúz Tibor munkáját segítette 1953 júliusától 1956 júliusáig. Ezzel párhuzamosan, 1954 és 1956 között a Magyar Dolgozók Pártja központi vezetőségének póttagjaként a párt tudományos és kulturális osztályának helyettes vezetője volt. 1956. július 30-án a leköszönő Erdey-Grúz utódaként oktatásügyi miniszter lett, s posztját a második Nagy Imre-kormány idején is megtartotta 1956. november 3-áig. A szovjet katonaság bevonulását követően, november 12-étől a Kádár-kormány oktatásügyi kormánybiztosa volt, s e minőségében irányította december 31-éig az oktatásügyi minisztérium munkáját, majd 1957. január 1-jétől március 1-jéig az oktatásügyi és népművelési minisztériumok összevonásával létrejött művelődésügyi tárcát. Végül az 1956-os őszi eseményekben játszott és a Nagy Imre-kormányban vállalt szerepe miatt elmarasztalták, s politikai tisztségeiről le kellett mondania.
1957-ben a Budapesti Műszaki Egyetem fizikai tanszékére nevezték ki egyetemi tanárnak, ahol 1971-től tanszékvezetőként, 1974-től pedig az erőfeszítéseinek köszönhetően létrejött egyetemi fizikai intézet igazgatójaként működött egészen 1982-es nyugdíjazásáig.

## Munkássága
Tudományos kutatásai szerteágazó érdeklődésről tanúskodnak. Pályája elején – Gombás Pál hatására – statisztikus atomelmélettel foglalkozott, majd jelentős eredményeket ért el az atomhéjkutatásban, a kvantummechanikában és kvantumkémiában, illetve a fémek szilárdtestfizikai vizsgálatában. A Budapesti Műszaki Egyetemen kifejtett szervezőmunkájával és elgondolásaival nagyban hozzájárult a korszerű magyarországi koherens optikai kutatásokhoz és méréstechnikai fejlesztésekhez (pl. lézeres mérés), kísérleti vékonyrétegekkel történő felületfizikai vizsgálatokhoz.
Oktatáspolitikusi munkásságát az 1956-os forradalom előestéjén hozott rendeletei teszik jelentőssé. 1956 októberében a budapesti és szegedi diákságnak az egyetemi autonómiára és tanszabadságra vonatkozó követeléseivel rokonszenvezve rendeleti úton fakultatívvá tette az egyetemeken és főiskolákon az idegen nyelvek (orosz) tanítását, megszüntette a kötelező testnevelést és honvédelmi oktatást, valamint a párttörténeti stúdiumok kötelező óraszámát is heti két órára csökkentette. Emellett még 1952 végén ő tett javaslatot a rövid életűnek bizonyult (1952–1953) felsőoktatási minisztérium felállítására.

## Társasági tagságai és elismerései
Tudományos munkásságáért 1958-ban a Magyar Tudományos Akadémia levelező, 1976-ban rendes tagjává választották. Több tisztséget betöltött az akadémiai testületben: 1963–1964-ben a III. (Matematikai és Fizikai Tudományok) Osztályának titkára, 1964-től 1970-ig az MTA főtitkárhelyettese, 1970-től 1973-ig a III. Osztály elnöke, 1972 és 1983 között pedig a Tudományos Minősítő Bizottság elnöke volt.
Több hazai és külföldi társaság munkájában részt vett. 1949-től 1952-ig az Eötvös Loránd Fizikai Társulat főtitkára, 1957-től 1960-ig a Felsőoktatási és Tudományos Tanács főtitkára, 1967-től az Űrkutatási Bizottság tagja, a Műszaki és Természettudományi Egyesületek Szövetségének alelnöke, majd 1972-től 1985-ig társelnöke volt. 1985-től haláláig a szocialista országok műszaki tudományos szervezeteit tömörítő FENTO alelnöki tisztét töltötte be.
Tudományos érdemei elismeréseként 1974-ben az Eötvös Loránd Fizikai Társulat Érmével tüntették ki.

## Főbb művei
- A kálium-atom egyes termjeinek elméleti meghatározása. Budapest: Franklin. 1941.
- Kvantummechanika. Budapest: Tankönyvkiadó. 1975.   (Antal Jánossal)
- Szilárdtestfizika I–II. Budapest: Tankönyvkiadó. 1976–1977.   (Antal Jánossal és Giber Jánossal)

## További források
- Tarján Imre:  Kónya Albert (1917–1988).  Magyar Tudomány,  XXXII. évf.  7–8. sz. (1988)   631–632. o.
- Tarján Imre et al:  Búcsú Kónya Alberttől.  Fizikai Szemle,  XXXVIII. évf.  8. sz. (1988)   283–286. o.
- Terplán Zénó:  Kónya Albert.  A Mi Egyetemünk,   (1988)
- Síremléke a Kerepesi temetőben